# Planta (sielsowiet Ogrodniki)
Planta (biał. Плянта, Planta; ros. Плянта, Planta) – wieś na Białorusi, w obwodzie brzeskim, w rejonie kamienieckim, w sielsowiecie Ogrodniki, przy drodze republikańskiej R16.

## Historia
W XIX i w początkach XX w. położona była w Rosji, w guberni grodzieńskiej, w powiecie brzeskim.
W dwudziestoleciu międzywojennym leżała w Polsce, w województwie poleskim, w powiecie brzeskim, w gminie Wysokie Litewskie. W 1921 miejscowość liczyła 108 mieszkańców, zamieszkałych w 23 budynkach, w tym 86 Białorusinów, 17 Polaków i 5 Rusinów. 91 mieszkańców było wyznania prawosławnego i 17 rzymskokatolickiego.
Po II wojnie światowej w granicach Związku Sowieckiego. Od 1991 w niepodległej Białorusi.